# Josef Ptáček
Josef Ptáček (* 19. července 1973, Praha) je český římskokatolický duchovní, kanovník sv. Palmácia, člen Kolegiátní kapituly Nanebevzetí Panny Marie na hradě Karlštejně, farář ve farnosti u kostela svatého Filipa a Jakuba Praha-Hlubočepy, metodik IT Arcibiskupství pražského a okrskový vikář Druhého pražského vikariátu.

## Životopis

### Mládí, vzdělání, aktivity
Narodil se v roce 1973 v Praze, vystudoval SPŠ elektrotechnickou na Praze 2, absolvoval Teologický konvikt v Litoměřicích a Katolickou teologickou fakultu Univerzity Karlovy v Praze.
Mezi důležité momenty jeho života patřily aktivity v rámci skautského hnutí, účast na programu mezinárodní misijní školy ICPE v Německu a praxe v Dětském výchovném ústavu v Praze. Podílel se také na vzniku Linky důvěry na internetu. Po ukončení studia teologie vedl školení v oblasti internetu a výpočetní techniky pro subjekty z řad samosprávy a komerční subjekty v rámci podnikatelské činnosti.

### Kněžské působení
Dne 16. června 2001 byl v pražské katedrále svatého Víta, Václava a Vojtěcha vysvěcen na kněze kardinálem Miloslavem Vlkem. Působil ve farnostech Řevnice, Praha-Stodůlky, u kostela Matky Boží před Týnem Praha-Staré Město a v Kralupech nad Vltavou. Od 1. července 2011 pracuje ve farnosti u kostela svatého Filipa a Jakuba Praha-Hlubočepy. Současně má na Arcibiskupství pražském v péči internetové projekty pro účely evangelizace, pastorace a správu farností. Je okrskovým vikářem Druhého pražského vikariátu. Sídelním kanovníkem Karlštejnské kapituly Nanebevzetí Panny Marie na hradě Karlštejně byl jmenován 15. prosince 2018. Od svého nástupu do čela farnosti u kostela sv. Filipa a Jakuba v Praze-Hlubočepích usiloval o vybudování kostela na sídlišti v Praze-Barrandově, vzhledem k tomu, že stávající farní kostel v Hlubočepích zásadně nevyhovoval svojí kapacitou potřebám farnosti. Byl duchovním otcem projektu, rozhodujícím organizátorem i přispěvatelem při výstavbě kostela Krista Spasitele a komunitního centra Praha-Barrandov. Výstavba byla z 80 % hrazena soukromými dárci z řad obyvatel Barrandova a přátel farnosti. Jeho úsilí bylo úspěšně završeno a stavba celého komplexu byla dokončena v roce 2020. Kostel byl zasvěcen při Slavnosti Ježíše Krista Krále, 22. listopadu téhož roku.

### Zájmy, záliby
Mezi zájmy P. Mgr. Josefa Ptáčka patří radioamatérské vysílání. Je členem Českého radioklubu a Mezinárodního sdružení radioamatérů – křesťanů (WACRAL).

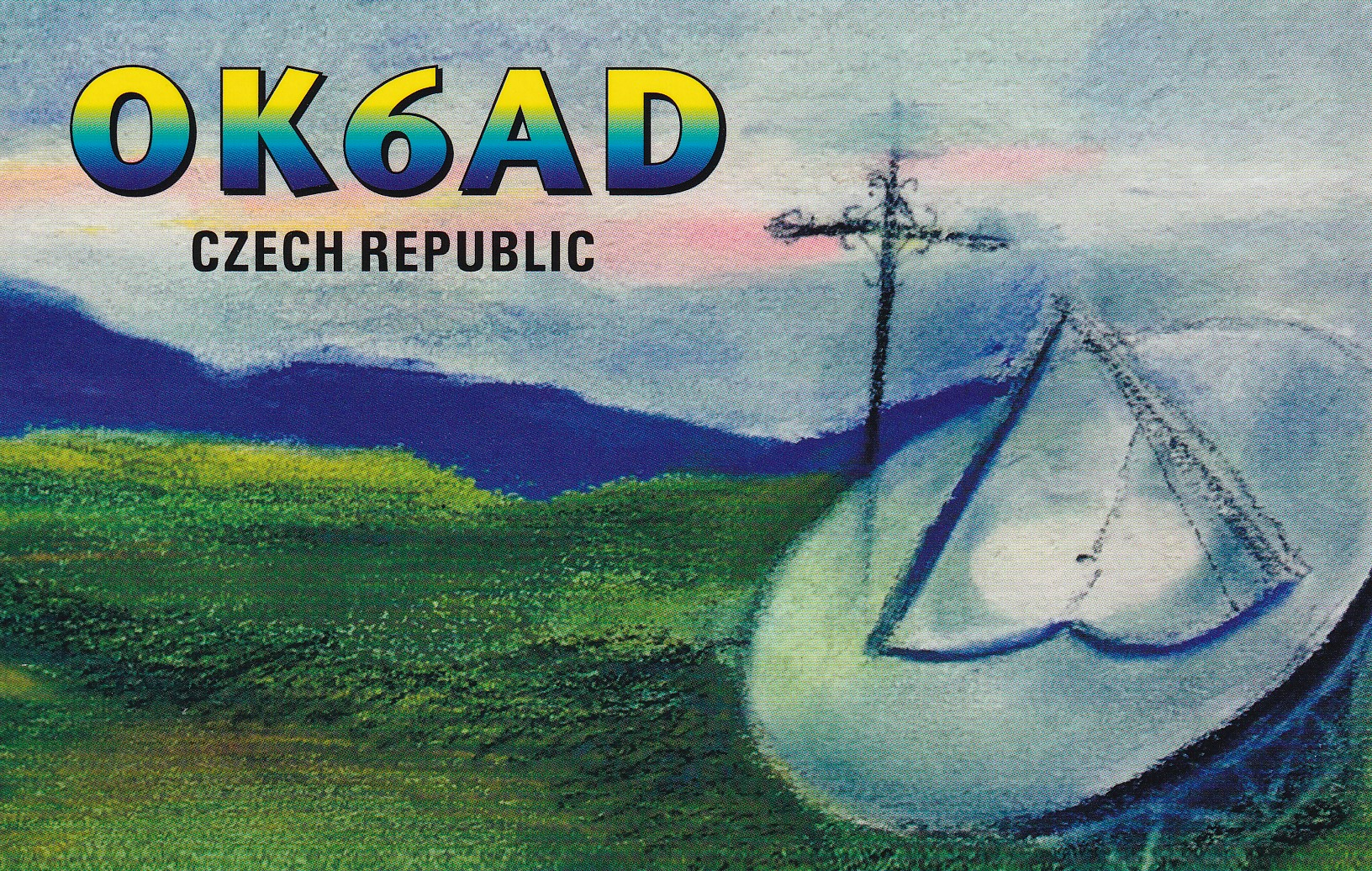
QSL lístek